# Piercing de nariz
El pirsin de nariz es la perforación de la piel lateral o el cartílago central de la nariz, normalmente con el fin de usar adornos, llamados joyas de nariz (aretes, bolitas, pendientes). Entre las diferentes variedades de perforaciones en la nariz, la perforación de las aletas nasales es la más común.

## Perforación de la aleta nasal

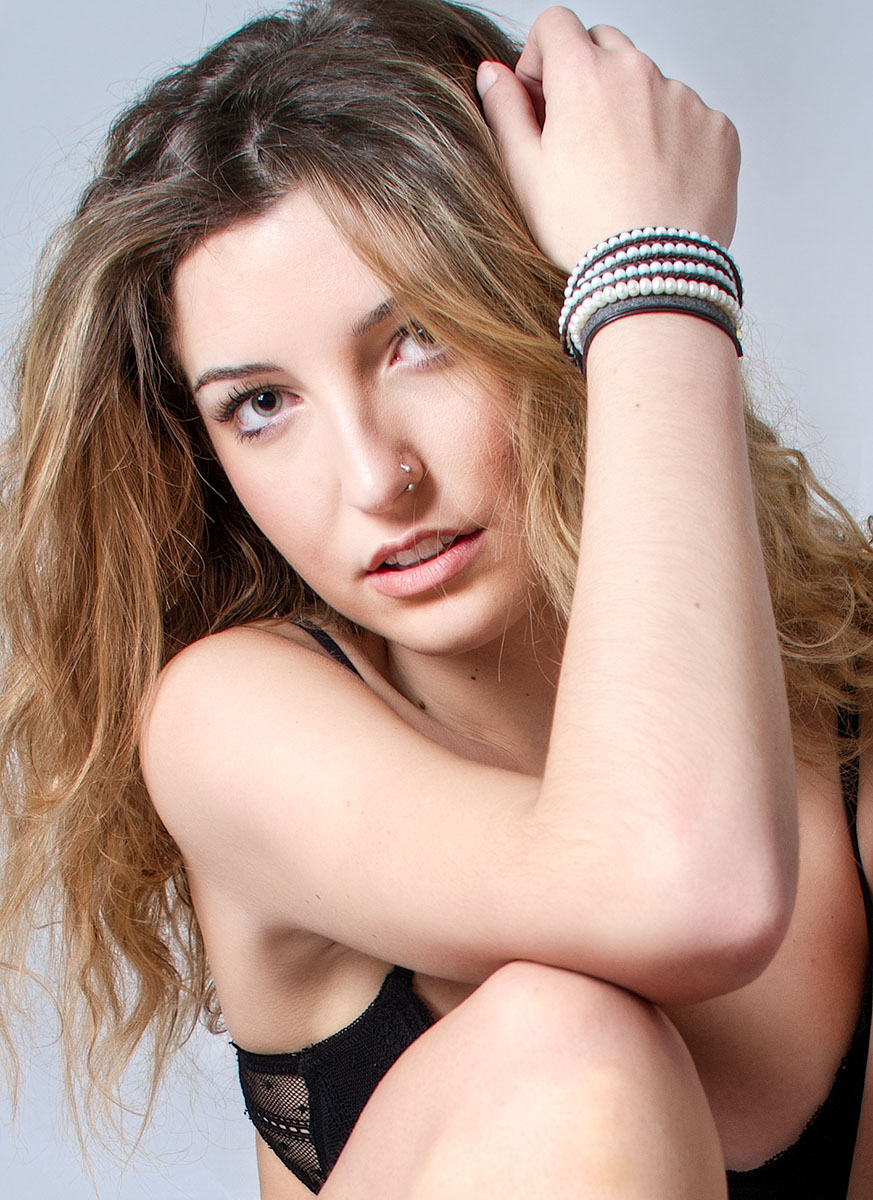
Mujer con perforación corporal, un arete abierto, en la aleta nasal izquierda.

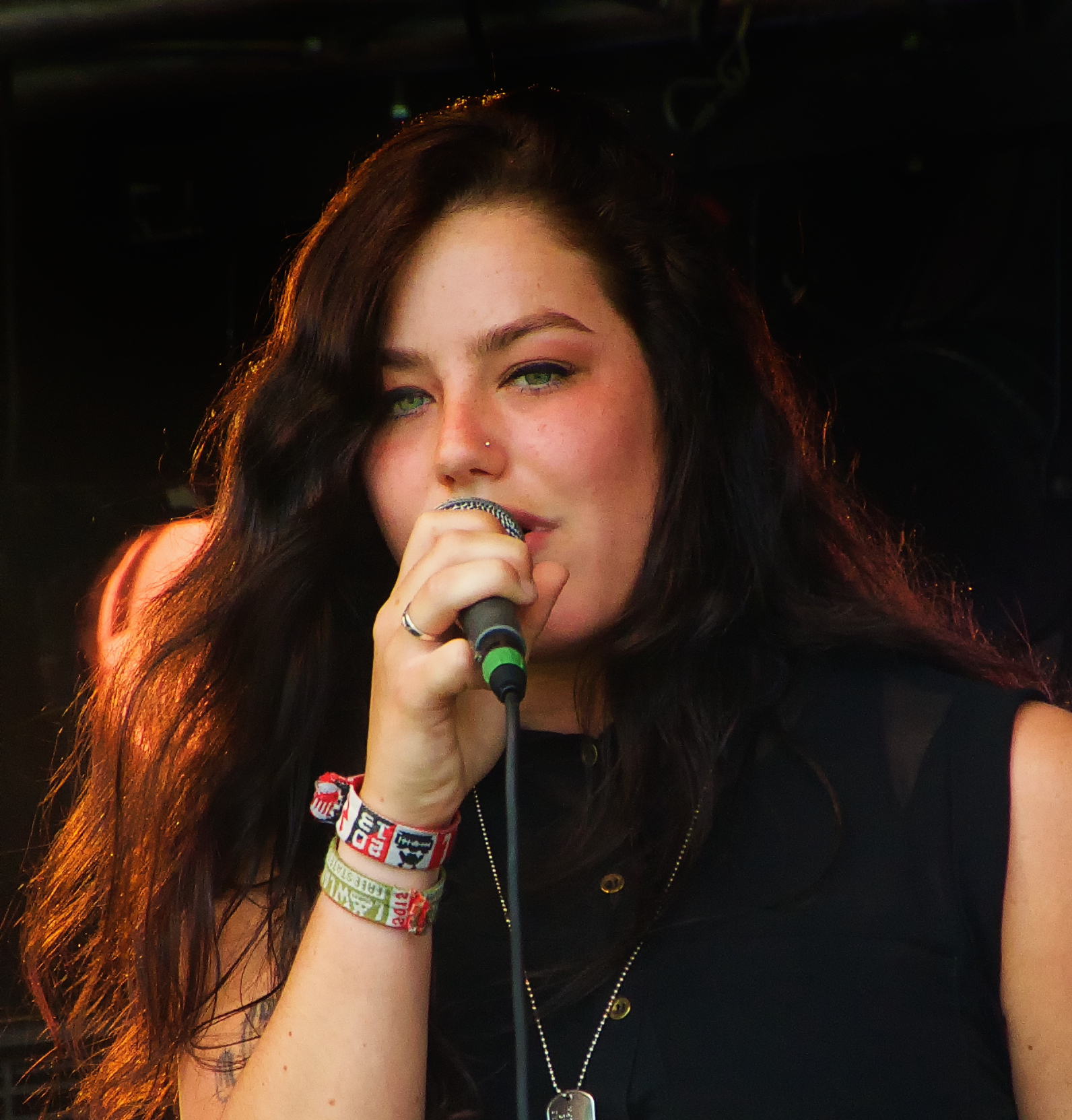
Una mujer con un pirsin de bolita en la aleta izquierda de la nariz.

La perforación de las aletas nasales es una práctica de perforación del cuerpo con el fin de usar joyas o adornos, al igual que la perforación de las orejas, que se asocia principalmente y de manera más prominente con la cultura y la moda femenina de la India desde la época medieval, y se encuentra comúnmente en India, Pakistán, Bangladés, Sri Lanka, Nepal, así como en el oeste, en el Magreb entre las comunidades bereber y beja. La perforación de las fosas nasales también forma parte de la cultura aborigen australiana tradicional  y de la cultura de los ilocano, una tribu de las Filipinas.
Después de la introducción y difusión de la moda y la cultura indias a finales la década de 1960, los punks y otras subculturas juveniles minoritarias posteriores de las décadas de 1970 y 1980 adoptaron la perforación de las aletas nasales. Desde la década de 1990, la difusión entre los jóvenes occidentales de los pirsins hizo la perforación de las aletas nasales popular en todo el mundo, incluidos América del Sur, Norteamérica, el Caribe, Australia, África, Japón y Europa; las perforaciones se realizan normalmente en una de las aletas, izquierda o derecha. En el mundo globalizado, esta práctica es simplemente un adorno, mientras que en ciertas comunidades primitivas forma parte todavía de prácticas religiosas. 
En Occidente, donde no formaban parte de su legado cultural y estético, las perforaciones en la nariz pueden tener connotaciones negativas. Por ejemplo, en una encuesta de 2006 realizada en la industria hotelera estadounidense, el 81% de los gerentes de contratación afirmaron que los pirsins y los tatuajes afectan negativamente su percepción del candidato. 
Históricamente, en la India, las perforaciones en la nariz solo las usaban las mujeres. Sin embargo, la difusión de esta moda desde los años 1990 ha dado lugar a que tanto hombres como mujeres luzcan perforaciones en las aletas nasales en todo el mundo.
En la India, la aleta izquierda de la nariz es la preferida para el pirsin. Esto es porque la medicina ayurvédica asocia esta ubicación con los órganos reproductivos femeninos, considerando que influye en la fertilidad. 
Al igual que en la India, el registro histórico en el Egipto otomano indica que las mujeres beduinas y las campesinas usaron pirsins en la nariz. Los detalles de la joyería en Egipto son regionales, aunque alguna forma de perforación de la nariz fue común en todo Egipto entre las mujeres de clase baja hasta principios del siglo XX. Una excepción es Siwa, mientras que otras mujeres en Marsa Matruh usaban anillos en la nariz, las mujeres del oasis de Siwa no. En el Alto Egipto, el pirsin de la nariz se llama comúnmente khuzam, un nombre utilizado desde la década de 1830. Según Lane, los adornos de la nariz de su tiempo eran de latón, grandes y ensartados con cuentas y usados en el lado derecho de la nariz. 
En Bahariya, la perforación de la nariz se llama gatar o qatrah, hecha de oro de doce quilates, con filigrana y granulación. Comúnmente, el diseño es un anillo con decoración alrededor de la mitad inferior (en algunos anillos de nariz, esto se extiende a la decoración dentro del círculo, creando un círculo donde la mitad está vacía y la otra mitad está llena de filigrana) y un círculo plano de oro aplicado. para ocultar el extremo del alambre que pasa por la nariz. Nunca está hecho de plata, porque las mujeres creen que el área de la nariz que perforan tiene finos vasos sanguíneos que la plata dañaría. Solo lo usan mujeres casadas y se usa en la aleta la izquierda. Tradicionalmente, las mujeres de la región creen que el aro en la nariz, mientras se usa, evitará dolores y jaquecas. 
Entre las beduinas del Sinaí, la perforación de la nariz se llama shenaf y, como muchas de las joyas de la región, se parece a los ejemplos palestinos. Por lo general, está hecho de oro y, a veces, tiene cuentas de colores en el diseño. Las piezas que cuelgan del aro principal son comunes. 
En el Egipto nubio, el anillo de nariz se llama zimam. Los Rashayda lo llaman con el mismo nombre y lo fabrican con oro de veintiún quilates.  Los Bishariya también usan aro en la nariz; existe cierta superposición entre las joyas de los tres grupos, ya que viven cerca y comprarían joyas de las mismas ciudades.  Los anillos de nariz del Rashayda tienen una forma similar a los pequeños anillos de la nariz de Bahariya con una decoración engrosada alrededor de la mitad inferior, pero no emplean filigrana. Algunos anillos de nariz en la región son similares al dibujo de Lane de 1836, siendo solo un alambre con algunas cuentas ensartadas en él. 
La perforación de la nariz fue común entre los indígenas en la época precolombina y colonial en América del Norte y del Sur. Numerosas ceremonias de estatus están talladas en el Templo Norte del Gran Juego de Pelota en Chichén Itzá.  Una de estos relieves muestra una ceremonia de perforación de la nariz que se representa en la bóveda del Templo Norte.  En lugar de representar el sacrificio, el tema común de las tallas del templo, la figura central se muestra apuntando lo que probablemente sea un punzón de hueso para perforar la nariz de la otra figura.  El ritual de la perforación de las aletas nasales indica el estatus elevado de esta figura. Su lugar en la sociedad estaba simbolizado por su adorno en la nariz. De manera similar, la perforación de la nariz significaba un estatus elevado en el altiplano colonial maya. Los dos señores prominentes, Ajpop y Ajpop K'ama, de los quiché fueron perforados en la nariz en el pináculo de una elaborada ceremonia.  Similar a la coronación de un rey, la perforación de la nariz era para mostrar su nuevo liderazgo de los quiché.
En Yucatán, los exploradores Oviedo y Valdés, Herrera y Tordesillas, Diego de Landa y Gerónimo de Aguilar notaron diferentes perforaciones en la nariz que observaron en los mayas y otras culturas en Yucatán en general.  Informaron que diferentes piedras podrían tener un significado diferente dentro de cada civilización. Además, creían que la ubicación, el tamaño y la forma diferentes de las narigueras podían indicar la clase social específica de la que provenía la persona. Se creía que los toltecas tenían perforaciones en las aleta de la nariz adornadas con una cuenta. Mientras que los mayas atravesaban el tabique nasal (cartílago central) y consistía en una cuenta oblonga en lugar de una esférica. 

## Anillo de nariz o nariguera

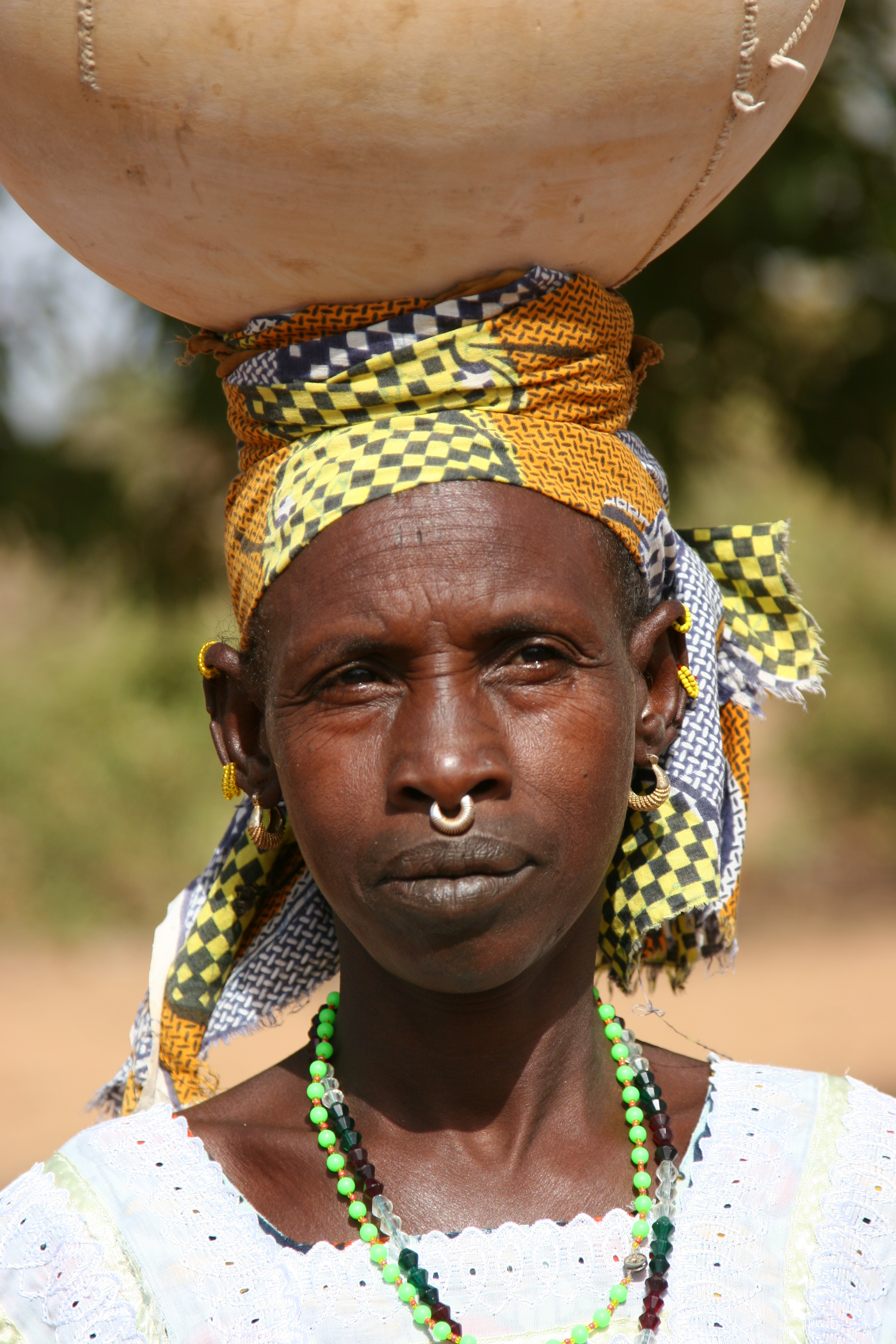
Mujer fulani con anillo de nariz tradicional.

El tabique nasal es la pared divisoria cartilaginosa entre las fosas nasales. Por lo general, el cartílago en sí no se perfora, sino el pequeño espacio entre el cartílago y la parte inferior de la nariz (a veces llamado el "punto dulce" por los perforadores), típicamente en 14ga (1.6 mm), aunque a menudo se estira a un calibre (tamaño) mayor. Esta perforación se cura dentro de un mes y medio a tres meses también dependiendo de la persona. Solo debe estirarse 1 mm a la vez, y se recomienda esperar al menos un mes entre estiramientos. Si se excede un cierto punto, generalmente alrededor de 8 mm, el cartílago se ve forzado hacia la parte superior de la nariz, lo que puede ser incómodo.
Muchos tipos de joyas generalmente se usan en una perforación del tabique, tales como: anillos de cuentas cautivas (CBR), anillos que se cierran con una cuenta sostenida en el centro por la tensión del anillo, barras circulares (como se muestra en la imagen), una barra circular con una cuenta que se atornilla en cada extremo, un "colmillo" que es una pieza de material recta o con forma generalmente cónica en cada extremo, o pinzas. Para los tabiques de gran calibre, muchas personas eligen usar tapones, ya que los tapones no pesan sobre la nariz, lo que es útil para la curación. Esta medida permite que el pirsin no se dañe por el movimiento brusco de la joya.
Otra opción es un retenedor de tabique, que tiene forma de grapa. Este tipo de pirsin en la nariz es particularmente fácil de ocultar cuando se desea, por ejemplo, para cumplir con un código de vestimenta. Un retenedor de tabique hace posible girar la joya hacia la nariz, ocultándola así. Con joyas negras volteadas hacia las fosas nasales, esta perforación se puede hacer prácticamente invisible. Una barra circular también se puede ocultar empujándola hacia atrás en la nariz, pero puede ser incómodo.
La perforación del tabique es una característica importante de ciertas bailarinas hindúes (Kuchipudi, Bharatanatyam) y entre ciertos pueblos nativos americanos en la historia; los líderes shawnee Tecumseh y Tenskwatawa, por ejemplo, tenían tales perforaciones.
La perforación del tabique es popular entre las mujeres del campo en la India, Nepal y Bangladés. En la India, este pirsin se llama 'Nathori' y es popular entre los grupos étnicos banjara y las tribus adivasi. El dios Krishna y su consorte Radharani a menudo se representan con anillos de nariz de estilo 'Nathori'. 
En la región montañosa de Nepal, la perforación del tabique se conoce como Bulaki y la usan mujeres de múltiples grupos étnicos.  En la región sur de Nepal, la perforación del tabique todavía es común. Muchas mujeres mayores todavía adornan sus narices tanto con anillos en el tabique como con pirsins en la aleta nasal izquierda. Muchas mujeres tienen perforaciones de oro en la nariz para mostrar su estatus social, tribal y religioso en la sociedad.
Las mujeres bengalíes tradicionalmente usaban el Nathori como señal de ser una mujer casada. Muchas mujeres de clase baja en las zonas rurales de Bengala aún mantienen esta tradición. Esta práctica ahora está disminuyendo ya que muchas mujeres prefieren los pirsins sencillos en la aleta de la nariz.
En Australia Central, la perforación de la nariz fue fundamental para el desarrollo del rito de paso de los varones. Entre los Aranda, una tribu aborigen de Australia Central, el rito de iniciación comenzaba con ceremonias de baile y se efectuaba cuando el niño se mudaba al campamento de los hombres y aprendía a cazar.  Los niños solían tener entre once y trece años.  Las mujeres primero arrojaban al niño al aire y luego se les entregaba a los hombres que también lo arrojaban al aire para simbolizar que el niño pertenecía a los hombres de ahora en adelante.  El niño aprendía a cazar animales más grandes, lo que requiere un conjunto de habilidades precisas que no era necesario para cazar animales más pequeños. Después de un tiempo, el tabique nasal del niño era perforado e insertado un hueso por su padre o abuelo para aplanar su nariz según la estética de la comunidad. 
Del mismo modo, el símbolo de la mayoría de edad de las niñas era un pirsin en la nariz, pero se lo hacía su esposo después del matrimonio.  Culturalmente, los pirsins entre los pueblos primitivos significaban el estatus social del individuo y su derecho a acceder a otras ceremonias. Para las mujeres, mostraba su capacidad para adquirir un marido. Para el esposo, mostraba su propiedad y derecho a su esposa. Para los hombres, presentaba al niño ahora como un hombre y su lugar en la sociedad adulta con los otros hombres. Ya no pertenecía a los niños y las mujeres que lo criaron. Además, ahora tenía derecho a otras ceremonias como la circuncisión, la subincisión y una posición elevada en la comunidad. 
En la moda occidental, se hizo relativamente popular entre los jóvenes desde finales de la década de 2010.

### Riesgos
El tabique nasal es la pared cartilaginosa que divide las dos fosas nasales. Sin embargo, el cartílago no suele perforarse. Es la fina franja de piel muy suave y flexible, justo entre el cartílago y la parte inferior de la nariz, donde se realiza principalmente la perforación del tabique. Perforar la piel en lugar del cartílago puede minimizar en gran medida el dolor, así como otras molestias asociadas con este tipo de perforación corporal. Esta perforación debe hacerse solo con una aguja. En lo que respecta a las joyas, se pueden usar anillos de cuentas cautivas, barras circulares, tapones, colmillos, rizos y retenedores de tabique. Algunos metales utilizados en los aros nasales son seguros, pero pueden causar alergias o sensibilidad. El riesgo de infección bacteriana también está presente en piscinas, cuerpos de agua y baños. 
Todos los tipos de perforaciones corporales, incluida la perforación del tabique, están asociadas con el riesgo de contraer ciertas enfermedades transmitidas por la sangre, como la hepatitis, debido a las agujas y las pistolas perforadoras que se utilizan en el procedimiento. Este riesgo se puede reducir haciendo que un perforador de renombre lo realice y asegurándose de que el perforador use solo agujas estériles de un solo uso. El siguiente riesgo común asociado con casi todos los tipos de perforaciones es el riesgo de infección y dolor. Estos problemas se pueden minimizar en gran medida si la perforación se realiza en la piel suave y flexible que se encuentra entre el cartílago y la parte inferior de la nariz. En lo que respecta a los riesgos de infección, se pueden manejar con el cuidado posterior adecuado de la perforación.
Esta perforación a veces puede provocar un hematoma, una lesión en el tejido blando dentro del tabique que puede romper los vasos sanguíneos y provocar la acumulación de sangre y líquido debajo. El hematoma del tabique nasal puede en algún momento causar congestión nasal e interferir con la respiración además de causar dolor e inflamación. Si no se trata de inmediato, la afección finalmente puede causar la formación de un orificio en el tabique, lo que lleva a la congestión nasal. A veces, esa parte de la nariz puede colapsar, dando como resultado una deformidad estética, conocida como 'nariz en silla de montar'.

## Perforación del puente

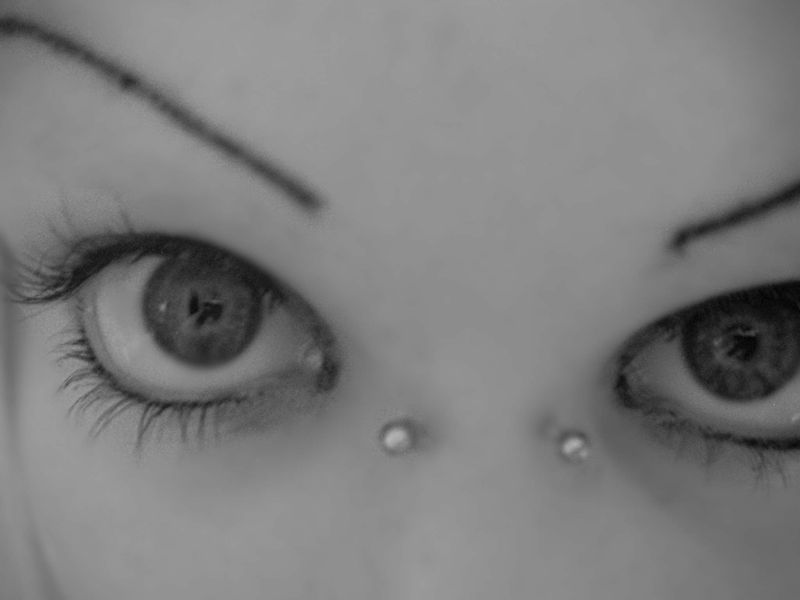
Perforación del puente.

Los pirsins de puente se insertan a través de la piel en la parte superior de la nariz, entre los ojos. Las barras curvas y las barras rectas son las más utilizadas en esta perforación, mientras que no se recomiendan los anillos cautivos y sin costura. Hacerse un pirsin en el puente es algo más arriesgado que otros pirsins en la nariz. Al igual que otras perforaciones superficiales, las joyas pueden migrar o dejar cicatrices si no se cuidan correctamente. Las perforaciones de puente requieren una anatomía muy específica, un mantenimiento cuidadoso y, a menudo, muchos cambios de joyería. Una perforación de puente se crea a través de la piel suelta en el puente de la nariz. A menudo se perfora con una aguja de calibre 14, según la preferencia del perforador y la anatomía del cliente. 